# 天満宮 (横浜市港北区)
天満宮（てんまんぐう）は、神奈川県横浜市港北区高田西にある神社。旧都筑郡高田村の総鎮守で、一般には高田天満宮（たかたてんまんぐう）の通称で知られる。旧社格は村社。

## 祭神
- 菅丞相霊[1]（菅原道真）

## 由緒・歴史
鎌倉時代末期の1325年（正中2年）に創建したと伝えられ、2025年に創建700年を迎える。
社伝によれば、正中2年5月25日、当地の申酉(西北西)の方角から光物が現れてしきりに震動し、夜になっても周辺を昼のように明るく照らした。ようやく当地の山中に鎮まったが、昼夜電光が乱れ飛び、人々は近づくことができなかった。
この時、小蛇が梅の木の下に現れて異香を放ち、正しく観世音菩薩が天神として垂迹したものと思われた。興禅寺（港北区高田町1799）の弁殊法印は「これこそ衆生済度の方便、大慈大悲の誓いなり」と感じ、先達となって榊の枝を小蛇の前に置くと、小蛇は榊の枝の上に留まった。
領主の桃井播磨守直常は、これを近くで見聞きして信心止みがたく、社殿を建立して当地一帯の氏神としたという 。
江戸時代の文化・文政期（1804年〜1829年）に編纂された『新編武蔵風土記稿』には「除地三段。村内興禅寺のつづき南の方にあり。上屋は三間四方、内に小社を置く。拝殿三間に二間、南に向ふ。神体は新旧の二躯を安ず。共に長一尺許り。石の鳥居を立つ。村の惣鎮守にして例祭年々九月二十五日なり」とある。
現在の社殿は江戸時代の初期に領主の旗本・曾根氏が造営したもので、幾度かの大規模な改修を重ねている。元は茅葺きであったが、第二次大戦後に瓦に替え、現在のような姿となった。

## 境内社
- 稲荷神社[2]
- 弁財天社[2]

## 祭事・年中行事
- 例大祭：10月25日

## 所在地・交通
神奈川県横浜市港北区高田西3-25-1
- 横浜市営地下鉄グリーンライン「高田駅」より徒歩5分